# Idanthyrsus okudai
Idanthyrsus okudai är en ringmaskart som beskrevs av Kirtley 1994. Idanthyrsus okudai ingår i släktet Idanthyrsus och familjen Sabellariidae. Inga underarter finns listade i Catalogue of Life.